# Enrico Rossi (homme politique)
Pour les articles homonymes, voir Enrico Rossi et Rossi.
Enrico Rossi, né le 25 août 1958 à Bientina, est un homme politique italien, membre du parti Article 1er - Mouvement démocrate et progressiste entre 2017 et 2019. Il est président de la région Toscane de 2010 à 2020.

## Biographie
Le 25 février 2017, il lance avec Roberto Speranza et Arturo Scotto, les Democratici e progressisti, une scission de la gauche du Parti démocrate.
En 2020, il est remplacé par Eugenio Giani, également issu du Parti démocrate, à la tête de la région Toscane. 